# ホスロー3世
ホスロー3世は、サーサーン朝の対立王。ミフラーン家のシャフルバラーズがクテシフォンを包囲してサーサーン朝を支配したとき、ホラーサーンで短期間統治した、ホスロー2世の甥だった。短期間統治した後、ホラーサーンの総督によって暗殺された。